# Pandan (cieśnina)
Pandan (malajski Selat Pandan) – cieśnina w Singapurze, oddzielająca sztuczną wyspę Jurong Island od grupy wysp na południu Singapuru. Maksymalna głębokość cieśniny wynosi około 15 metrów. W październiku 2000 roku wody cieśniny zostały zanieczyszczone przez wyciek ropy naftowej. 